# Лук виноградничный
Лук виноградничный (лат. Allium vineale) — многолетнее травянистое растение, вид рода Лук (Allium) семейства Луковые (Alliaceae).

## Распространение и экология
В природе ареал вида охватывает всю территорию Европы, Северную Африку (Алжир, Марокко), Западную Азию (Ливан, Сирия, Турция) и Закавказье.
Произрастает на горных лугах.

## Ботаническое описание
Луковица яйцевидная, диаметром 1,5—2 мм; наружные оболочки серо-бурые, бумагообразные, разорванные; оболочки замещающей луковицы желтоватые. Луковички желтоватые, блестящие, гладкие. Стебель высотой около 40—80 см, на треть или до половины одетый гладкими влагалищами листьев.
Листья в числе трёх—четырёх, шириной 2—4 мм, полуцилиндрические, желобчатые, гладкие, значительно короче стебля.
Чехол приблизительно равен зонтику, скоро опадающий. Зонтик с луковичками, реже без них, мало или многоцветковый, иногда совсем без цветов. Цветоножки при основании с прицветниками, в несколько раз длиннее околоцветника, почти равные. Листочки яйцевидного околоцветника розовые или пурпурные, с более тёмной жилкой, тупые, гладкие, длиной около 3—4,5 мм, наружные продолговатые, килеватые, немного шире внутренних обратно-ланцетных. Нити тычинок немного или в полтора раза длиннее листочков околоцветника, при основании между собой и с околоцветником сросшиеся, наружные треугольно-шиловидные, внутренние трёхраздельные. Столбик сильно выдается из околоцветника.
Створки коробочки эллиптические, узко неглубоко выемчатые, длиной около 4 мм. 
|                             |  |
| Цветочная головка и семена. |  |

## Классификация

### Таксономия
Вид Лук виноградничный входит в род Лук (Allium) семейства Луковые (Alliaceae) порядка Спаржецветные (Asparagales).
|  |                                      |  |                                                             |                                                             |                   |  | ещё 24 семейства (согласно Системе APG II) | ещё 24 семейства (согласно Системе APG II) |                        |  |  |  | ещё более 870 видов |
|  |                                      |  |                                                             |                                                             |                   |  | ещё 24 семейства (согласно Системе APG II) | ещё 24 семейства (согласно Системе APG II) |                        |  |  |  | ещё более 870 видов |
|  |                                      |  |                                                             | порядок Спаржецветные                                       |                   |  |                                            |                                            | род Лук                |  |  |  |                     |
|  |                                      |  |                                                             | порядок Спаржецветные                                       |                   |  |                                            |                                            | род Лук                |  |  |  |                     |
|  | отдел Цветковые, или Покрытосеменные |  |                                                             |                                                             | семейство Луковые |  |                                            |                                            | вид Лук виноградничный |  |  |  |                     |
|  | отдел Цветковые, или Покрытосеменные |  |                                                             |                                                             | семейство Луковые |  |                                            |                                            |                        |  |  |  |                     |
|  |                                      |  | ещё 44 порядка цветковых растений (согласно Системе APG II) | ещё 44 порядка цветковых растений (согласно Системе APG II) |                   |  |                                            | ещё около 300 родов                        | ещё около 300 родов    |  |  |  |                     |
|  |                                      |  |                                                             | ещё 44 порядка цветковых растений (согласно Системе APG II) |                   |  |                                            |                                            | ещё около 300 родов    |  |  |  |                     |

### Подвиды
В рамках вида выделяют несколько подвидов:
- Allium vineale subsp. compactum (Thuill.) Coss. & Germ.
- Allium vineale subsp. vineale